# T-45 (Panzer)
Der T-45 war ein Prototyp eines leichten Panzers in der Zeit des Zweiten Weltkrieges aus sowjetischer Produktion. Er war als eine Notlösung zur Überbrückung des T-60 bis zur Produktion des T-70 1942 angedacht. Es wurde lediglich ein Prototyp auf Grundlage des T-60 mit einer neuen Hauptbewaffnung, Panzerturm und Motor gebaut. Es kam jedoch nie zu einer Serienproduktion, da der T-70 bevorzugt wurde. Der Verbleib des Prototyps ist unbekannt, er ist vermutlich während des Krieges verloren gegangen.

## Geschichte

### Vorgeschichte
Das Volkskommissariat für Panzerindustrie (NKPT) stellte fest, dass die Produktion des T-70 in der Panzerfabrik Nr. 37 in Swerdlowsk aufgrund von Lieferschwierigkeiten der GAZ-202-Motoren aus dem Gorkier Automobilwerk nicht möglich war, und man suchte nach alternativen Möglichkeiten.

### Entwicklung
Bei einem Treffen des NKPT am 14. Mai 1942 kam die Idee auf, einen Typen einzuführen, der auf dem T-60 basierte, ohne aber die Produktion des T-70 zu beeinträchtigen. Dieser Panzer sollte eine 45-mm-Kanone verwenden und eine auf 35 mm verstärkte Panzerung besitzen.
Die Panzerfabrik Nr. 37 unter der Leitung von N. A. Popow wurde mit der Gestaltung des neuen Fahrzeugs beauftragt. Der T-45 wurde mit einem 45-mm-20K-Modell 1938 und einem Koaxial-MG DT bewaffnet. Diese Bewaffnung war sehr häufig unter den sowjetischen leichten Panzern ähnlich zum T-70. Der T-45 erhielt vorerst einen gebrauchten ZIS-5-Motor aus einem Lastwagen, man plante jedoch langfristig, einen stärkeren ZIS-16-Motor aus dem gleichnamigen Bus zu verwenden.
Die ersten Versuche wurden am 20. Mai 1942 durchgeführt mit ersten Fahrversuchen vom 6. bis 13. Juni, insgesamt wurden 1505 km Strecke auf unterschiedlichem Untergrund zurückgelegt. Die Versuche zeigten mehrere Mängel, insbesondere bei der Belüftung des Motors durch zu hohe Drehzahlen aufgrund des gebrauchten ZIS-5-Motors. Der T-45 erreichte 7–8 Schuss pro Minute im Stand und drei während der Fahrt.
Die Kombination der T-60-Variante war schlechter als der T-70 in Bezug auf Bewaffnung, Motorleistung und Mobilität. Letztendlich konnte der T-45 nicht die sowjetische Führung überzeugen, da ein weiterer Panzertyp die Produktion und Wartung verkompliziert hätte und man darauf angewiesen war, möglichst schnell so viele Panzer wie möglich herzustellen.
Hinzu kam die Knappheit von Teilen, die mehr und mehr offensichtlich wurde. Dies besiegelte das Schicksal des T-45, der somit eine Randnotiz der sowjetischen Panzerentwicklung blieb.